# James F. Byrnes
James F. Byrnes (Charleston, 1882. május 2. – Columbia, 1972. április 9.) az Amerikai Egyesült Államok szenátora (Dél-Karolina, 1931–1941).